# William Bowers Bourn II
William Bowers Bourn II (* 31. Mai 1857 in San Francisco; † 5. Juli 1936 in Woodside (Kalifornien)) war ein US-amerikanischer Unternehmer.

## Leben
William Bowers Bourn II war das zweite Kind von William Bowers Bourn I, einem frühen Goldminenpionier in Kalifornien, welcher die Empire Mine in Grass Valley (Kalifornien) 1869 kaufte und ausbaute.
Sohn William II wuchs in San Francisco auf und besuchte ab 1875 die Cambridge-Universität in England. Nachdem sein Vater 1874 gestorben war und zudem der Minenbetrieb in der Empire Mine ins Stocken geraten war, kehrte Bourn nach Kalifornien zurück und übernahm im Alter von 21 Jahren die Führung der Mine wie auch vom Landgut Madroña Ranch in St. Helena (Kalifornien). Zusammen mit seinem Cousin George Starr, einem Bergbauingenieur, gelang es, die Empire Mine erfolgreich weiter zu betreiben.
In 1881 heiratete Bourn Agnes Moody in New York.
Bourn setzte seinen Reichtum und sein Ansehen ein, um weitere Unternehmen zu erwerben und Gesellschaftsfunktionen auszuüben. So wurde er 1890 Präsident der San Francisco Gas Company,  welche sich später zum Versorgungsunternehmen Pacific Gas and Electric weiterentwickelte.
Nach dem starken Erdbeben von San Francisco 1906, welches Zerstörungen anrichtete und Angst verbreitete, zogen vermögende Familien auf der Halbinsel nach Süden. Die Bourn-Familie mietete ab 1908 im San Mateo County die sogenannte Sky Farm nahe dem Crystal Springs Lake. Schon im selben Jahr kaufte Bourn die Spring Valley Water Company, welche die Stadt San Francisco mit Wasser versorgte. 
Bourns erlitt 1921 und 1922 zwei Schlaganfälle. Nach dem Tod seines einzigen Nachkommen, der Tochter Maud, verkaufte er ab 1929 seine Beteiligungen. Die Empire Mine wurde durch die Newmont Mining Corporation und die Spring Yalley Water Company durch die Stadt San Francisco übernommen.
In 1936 starben sowohl Bourns wie auch seine Frau Agnes auf deren Landsitz Filoli.

## Erworbene Landsitze

### Greystone Cellars, Napa Valley, Kalifornien
In St. Helena, am nördlichen Ende des bekannten Napa Valley, ließ Bourn 1888–1889 auf einem weitern erworbenen Weingut das imposante Steingebäude der Greystone Cellars bauen. Zweck war nicht nur das Keltern von eigenem Wein, sondern auch das Zwischenlagern von Weinen anderer Winzer der Region, um bessere Preise beim Absatz zu erzielen. Es handelte sich um den damals größten Weinkeller in Kalifornien. Ein Jahrzehnt später ging das Weingut in andere Hände über. Von 1945 bis 1989 übernahm der katholische Bruderorden Christian Brothers das Weingut und produzierte bekannte Weine wie auch Weinbrand. Das Gebäude beherbergt heute das Culinary Institute of America at Greystone wie auch ein Wine Spectator Restaurant.

### Muckross House, Republik Irland
Nachdem Tochter Maud auf einer Transatlantikfahrt den Engländer Arthur Rose Vincent kennengelernt hatte, folgte deren Heirat in 1910. Noch im selben Jahr kaufte Bourns ein großes Landgut mit dem Muckross House als vornehmem Herrschaftssitz in einem weitläufigen Garten nahe Killarney in der Republik Irland als Hochzeitsgeschenk für die Jungvermählten. Er investierte in Modernisierungen und Gartenanlagen. Auch waren die Eltern Bourns dort häufig zu Gast. Nachdem ihre Tochter Maud 1929 verstorben war, traten die Bourns und Schwiegersohn Vincent dieses Landgut 1932 an den irischen Staat ab. Daraus entstand später der erste Nationalpark des Landes, der Killarney-Nationalpark.

### Filoli, Woodside, Kalifornien
Bourn wünschte sich in der Folge eine ähnliche Anlage wie Muckross House in Kalifornien nahe seinen Geschäftsinteressen. So kaufte er 1915 angrenzend an den Besitz seiner Spring Valley Water Company ein Grundstück, auf welchem er den Filoli-Landsitz und dessen Gärten errichten ließ. Ab 1917 lebten die Bourns hauptsächlich auf Filoli.
Seit 1975 gehört Filoli dem National Trust for Historic Preservation und ist für die Öffentlichkeit zugänglich. Der Garten gilt als einer der schönsten der Welt und wurde mehrfach prämiert. 